# デービス郡 (ユタ州)
デービス郡（英: Davis County）は、アメリカ合衆国ユタ州の中北部に位置する郡である。人口は36万2679人。郡庁所在地はファーミントンであり、同郡で人口最大の都市はレイトンである。1852年に設立され、郡名はモルモン大隊の隊長ダニエル・C・デービスに因んで名付けられた。ソルトレイクシティの北方にある。

## 歴史
デービス郡は1850年10月5日に設立された。ファーミントンの町が北のウィーバー川と南のジョーダン川の中央にあったので、郡庁所在地に指定された。最初の50年間、デービス郡は緩り成長した。1870年にユタ中央鉄道が開通したことで、機械化農業への移行と商業、金融、改良道路、新しい水道、および家庭の電化が始まった。しかし、1940年での人口はやっと16,000人に過ぎなかった。
郡北部にヒル空軍基地が建設され、第二次世界大戦後は文民の雇用が増加した。1940年から1950年の間に郡人口は2倍となり、1950年から1960年はさらに2倍になった。これは全国的に起こった郊外ブームの一環だった。1990年には人口188,000人、2000年には239,000人となり、2010年には300,000人を超えた。
今日、人口の多くはレイトン、バウンティフルおよびクリアフィールドに住んでいるのに対し、その成長域は郡北西部、北東部、および南西部のシラキュース、クリントン、ウェストポイント、サウスウィーバーおよびウッズクロスのような都市に集中している。

## 法と政府
3人の委員からなる郡政委員会が郡政府の主体である。委員の任期は4年間であり、継続性を重視するために2年ごとに1人または2人が改選される。郡のサービスと運営の全てに責任がある。予算を承認し、採択し、修正する。立法府として機能し、郡内の未編入領域での事業許可を与える。
郡査定官は郡内の不動産全てを評価する。郡事務官/監査官は郡財政と予算の主担当である。郡財務官は郡の資金を徴収し、投資を行う。

## 地理
アメリカ合衆国国勢調査局に拠れば、郡域全面積は634平方マイル (1,640 km2)であり、ユタ州では面積最小の郡である。このうち陸地は304平方マイル (790 km2)、水域は329平方マイル (850 km2)で水域率は51.95％である。
デービス郡は西のグレートソルト湖と東のワサッチ山脈の間に位置している。郡内のワサッチ山脈ではサーストン峰の標高2,959メートルが最高地点である。西のグレートソルト湖は湿地と干潟に囲まれ、平均標高は1,280メートルであるが、浅い湖なのでその大きさを大きく変化させるような湖面水位によって、標高平均値も変わることになる。グレートソルト湖では最大の島であるアンテロープ島が郡内に含まれている。島全体が州立公園になっており、島の自然景観と特にビッグホーンシープ、プロングホーン・アンテロープおよびアメリカバイソンの群れなど野生生物を保護するように指定されている。グレートソルト湖とワサッチ山脈の間にある細長く人口の多い部分がワサッチフロントの一部であり、その狭さのために郡内南北方向の交通を複雑にしている。

### 隣接する郡
- ソルトレイク郡 - 南
- モーガン郡 - 東
- ウィーバー郡 - 北
- ボックスエルダー郡 - 北西（水域境界）
- トゥーイル郡 - 西（水域境界）

### 気候
デービス郡は亜乾燥気候にある。冬季は降雪が多く、東部の高原では年間230 cm、バレーの平野部で少なくとも50 cmの降雪がある。年間平均降水量は457 mmから635 mmであり、春に雨が多く、夏が最も乾燥した季節となる。夏は暑く、毎年数日間は35 ℃以上となる。しかし、湿度は低く、比較的快適な体感温度となる。冬季は-18 ℃以下となることがあるが、それが長期間続くことは滅多にない。南のソルトレイク郡に比べて、デービス郡の天候は極端に走りやすい。湖水効果により郡の南部で大雪が降る。湖水効果ではない嵐の場合、デービス郡は雨陰ではない（ソルトレイク郡の大半はオウカー山脈の雨陰にある）ので、嵐の影響も強い。さらに東部から峡谷を抜けてくる風が被害を及ぼすことがあり、風速44 m/sが記録されたこともある。これは強い高気圧がワイオミング州の上にあるときに起こり、頻繁に発生する。しかし、近年は強風が吹く回数が減っている。

### 国立保護地域

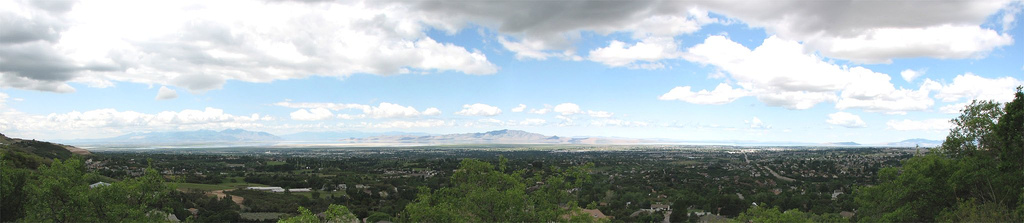
レイトンにあるファーンウッド公園からの郡内パノラマ

- ワサッチ国立の森（部分）

## 交通
郡内の最も重要な道路は州間高速道路15号線であり、郡中心を南北に走っている。アメリカ国道89号線は州間高速道路15号線に並行し、南のソルトレイク郡から北に向かい、ノースソルトレイクやバウンティフルの市中を抜け、その後に州間高速道路15号線と合流する。ファーミントンのラグーン・アミューズメントパーク近くで再び分離し、東のワサッチ山脈斜面の高台にそって北上し、サウスウィーバー近くで北のウィーバー郡に入る。レイトンの東部からウィーバー郡郡境に近い州間高速道路84号線とのインターチェンジまで高規格化して高速道路にされる計画がある。東西方向の交通は狭い市道によって制限され、住民の多くが南のソルトレイク郡に通勤するため、郡内の交通渋滞は深刻な問題である。
この交通渋滞を緩和するために2006年3月にレガシー・パークウェイの建設が始められた。2004年にファーミントンのアメリカ国道89号線と州間高速道路15号線のインターチェンジ近くで工事が始まったが、この道路がグレートソルト湖東岸の湿地に害を及ぼすことを心配した環境運動家が環境影響評価の完全さについて見直しを求める訴訟を起こしたので、工事が中断されていた。2005年11月にこの問題が決着し、2006年2月に差し止め命令が解除された。レガシー・パークウェイは2008年9月13日に開通し、ファーミントンのアメリカ国道89号線と州間高速道路15号線のインターチェンジから南にソルトレイク郡郡境近くで州間高速道路215号線と接続された。環境運動家の心配に応えて、道路沿いの広範な歩道体系、湿地の保護手段および景観の保護が行われ、さらに速度制限とセミ・トレーラー・トラックの通行禁止が加えられた。
2008年4月28日、ユタ交通局はソルトレイクシティから北のオグデンまで通勤鉄道の「フロントランナー」を開通させた。この線はデービス郡内を通っており、ウッズクロス、ファーミントン、レイトンおよびクリアフィールドに駅がある。

### 主要高規格道路
- - 州間高速道路15号線
- - 州間高速道路84号線
- - 州間高速道路215号線
- - アメリカ国道89号線
- - ユタ州道193号線 - バーナード・フィッシャー・ハイウェイ
- - ユタ州道67号線 - レガシー・パークウェイ

## 経済
デービス郡はベッドタウンと特徴づけられることが多い。アメリカ合衆国国勢調査局の2004年アメリカ地域社会調査に拠れば、郡住民の42.3％が別の郡で働いている。デービス郡南部の住人でソルトレイク郡に通勤する者は、デービス郡とソルトレイク郡の間で通勤時の交通渋滞に巻き込まれることが多い。レガシー・パークウェイとフロントランナー通勤鉄道の計画は、この問題に対処するものである。
郡内の通勤鉄道駅はファーミントンの「ステーションパーク」など大掛かりな交通指向開発の計画を加速させた。ステーションパークはユタ州最大級のショッピングセンターである。ファーミントンにはワサッチフロントに沿ったアミューズメントパークである「ラグーン・アミューズメントパーク」もある。
デービス郡の最大雇用主はヒル空軍基地である。この基地はデービス郡の経済の支配的な要素である。基地従業員の収入は州平均の2倍である。その経済規模は郡経済の約12％であり、ユタ州経済の約2.6％になっている。この基地で働く人は軍人、文民合わせて23,000人近く、その内訳は現役軍人4,500人、予備役1,200人、連邦公務員13,000人、文民従業員4,000人となっている。他の大きな雇用主には、デービス教育学区、ラグーン・アミューズメントパーク、ライフタイムプロダクツがある。

## 教育
デービス郡の公共教育はデービス教育学区が管轄している。現在小学校59校、中学校16校、高校8校、オルターナティブスクール3校がある。
ユタ応用工学カレッジが、デービス応用カレッジと呼ばれるケイズビルにあるキャンパスを運営している。
ユタ州立大学はケイズビルのユタ植物センターを所有・運営し、ここには教育センターがある。ウィーバー州立大学もレイトンのキャンパスを運営している。

## 人口動態
以下は2010年国勢調査による人口統計データである。
| 基礎データ - 人口: 306,479人 - 世帯数: 93,545 世帯 - 家族数: 76,205 家族 - 人口密度: 388.44人/km2（1,008.15人/mi2） - 住居数: 97,570軒 - 住居密度: 123.66軒/km2（320.95軒/mi2） 人種別人口構成 - 白人: 90.04% - アフリカン・アメリカン: 1.21% - ネイティブ・アメリカン: 0.46% - アジア人: 1.77% - 太平洋諸島系: 0.59% - その他の人種: 3.24% - 混血: 2.69% - ヒスパニック・ラテン系: 8.42% | 年齢別人口構成 - 20歳未満: 37.23% - 20-24歳: 6.56% - 25-44歳: 28.13% - 45-64歳: 19.92% - 65歳以上: 8.15% - 年齢の中央値: 29.2歳 - 性比（女性100人あたり男性の人口） - 総人口: 100.85 - 18歳以上: 97.09 世帯と家族（対世帯数） - 18歳未満の子供がいる: 45.1% - 結婚・同居している夫婦: 67.99% - 未婚・離婚・死別女性が世帯主: 9.59% - 非家族世帯: 18.54% - 単身世帯: 15.23% - 65歳以上の老人1人暮らし: 5.27% - 平均構成人数 - 世帯: 3.24人 - 家族: 3.63人 |

## 都市と町

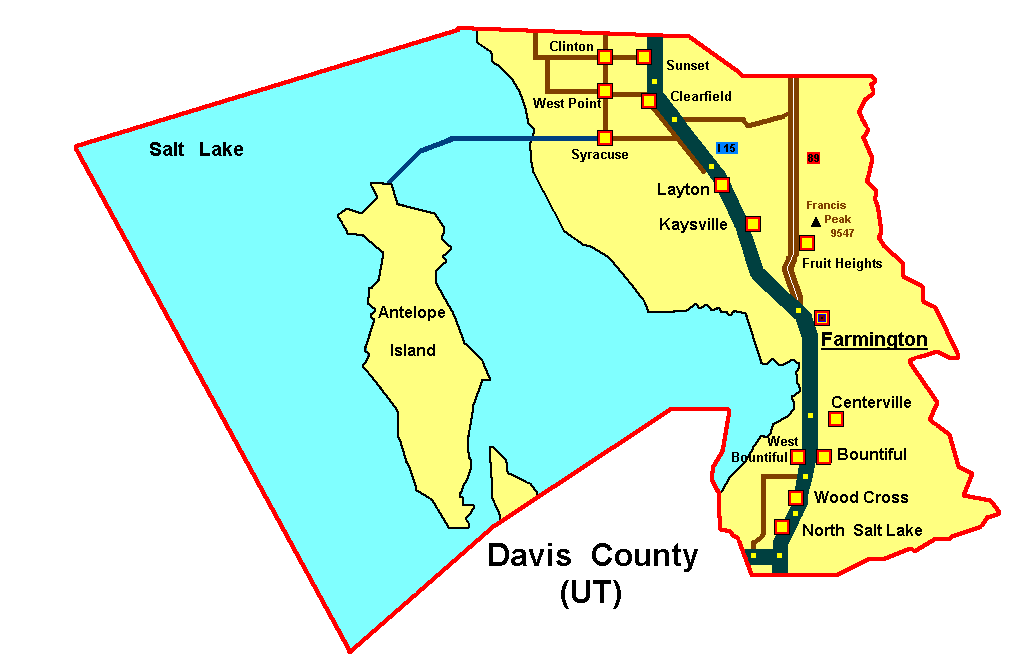
郡内の地図

- レイトン
- バウンティフル
- ケイズビル
- ファーミントン - 郡庁所在地
- クリアフィールド
- シラキュース
- クリントン
- フルートハイツ
- センタービル
- ノースソルトレイク
- サウスウィーバー
- サンセット
- ウェストバウンティフル
- ウェストポイント
- ウッズクロス